# Guano (Ecuador)
Guano ist eine Kleinstadt und ein Municipio in der Provinz Chimborazo in Zentral-Ecuador. Beim Zensus 2010 betrug die Einwohnerzahl im urbanen Bereich von Guano 7758. Guano ist Verwaltungssitz des gleichnamigen Kantons. Einen Teil des Municipios bildet die Parroquia urbana La Matriz, auch als „Guano“ bezeichnet.

## Lage
Guano liegt auf einer Höhe von 2720 m im Andenhochtal von Zentral-Ecuador. Die Stadt liegt im Norden der Provinz Chimborazo 6 km nordnordöstlich der Provinzhauptstadt Riobamba. Der Río Guano, ein linker Nebenfluss des Río Chambo, durchquert die Stadt in östlicher Richtung.
Das Municipio Guano grenzt im Südwesten an das Municipio von Riobamba und an die Parroquia Licán (Kanton Riobamba), im Westen und im Nordwesten an die Parroquias San Andrés und San Isidro de Patulú, im Nordosten an die Parroquias Valparaíso, Ilapo und La Providencia, im Südosten an die Parroquia Químiag (Kanton Riobamba) sowie im zentralen Süden an die Parroquias Cubijíes (Kanton Riobamba) und San Gerardo.

## Municipio
Das 90,28 km² große Municipio Guano wird aus zwei Parroquias urbanas gebildet: La Matriz (Guano) und El Rosario (⊙). La Matriz bildet das am nördlichen Flussufer des Río Guano gelegene Stadtzentrum. El Rosario liegt am südlichen Flussufer. Beim Zensus 2010 lebten 16.517 Einwohner im Municipio.

## Geschichte
Guano geht auf eine spanische Gründung im Jahr 1572 zurück. Am 20. Dezember 1845 wurde der Kanton Guano gegründet und Guano wurde Sitz der Kantonsverwaltung.